# Aire d'attraction de Saint-Hilaire-du-Harcouët
L'aire d'attraction de Saint-Hilaire-du-Harcouët est un zonage d'étude défini par l'Insee pour caractériser l’influence de la commune de Saint-Hilaire-du-Harcouët sur les communes environnantes. Publiée en octobre 2020, elle se substitue à l'aire urbaine de Saint-Hilaire-du-Harcouët, qui comportait 3 communes dans le dernier zonage qui remontait à 2010.

## Définition
L'aire d'attraction d'une ville est composée d’un pôle, défini à partir de critères de population et d’emploi ainsi que d’une couronne constituée des communes dont au moins 15 % des actifs travaillent dans le pôle. Le pôle d’attraction constitue ainsi un point de convergence des déplacements domicile-travail,.

## Type et composition
L’aire d'attraction de Saint-Hilaire-du-Harcouët est une aire intra-départementale qui comporte 8 communes dans la Manche. 
Elle est catégorisée dans les aires de moins de 50 000 habitants, une catégorie qui regroupe 12,2 % au niveau national.

### Carte

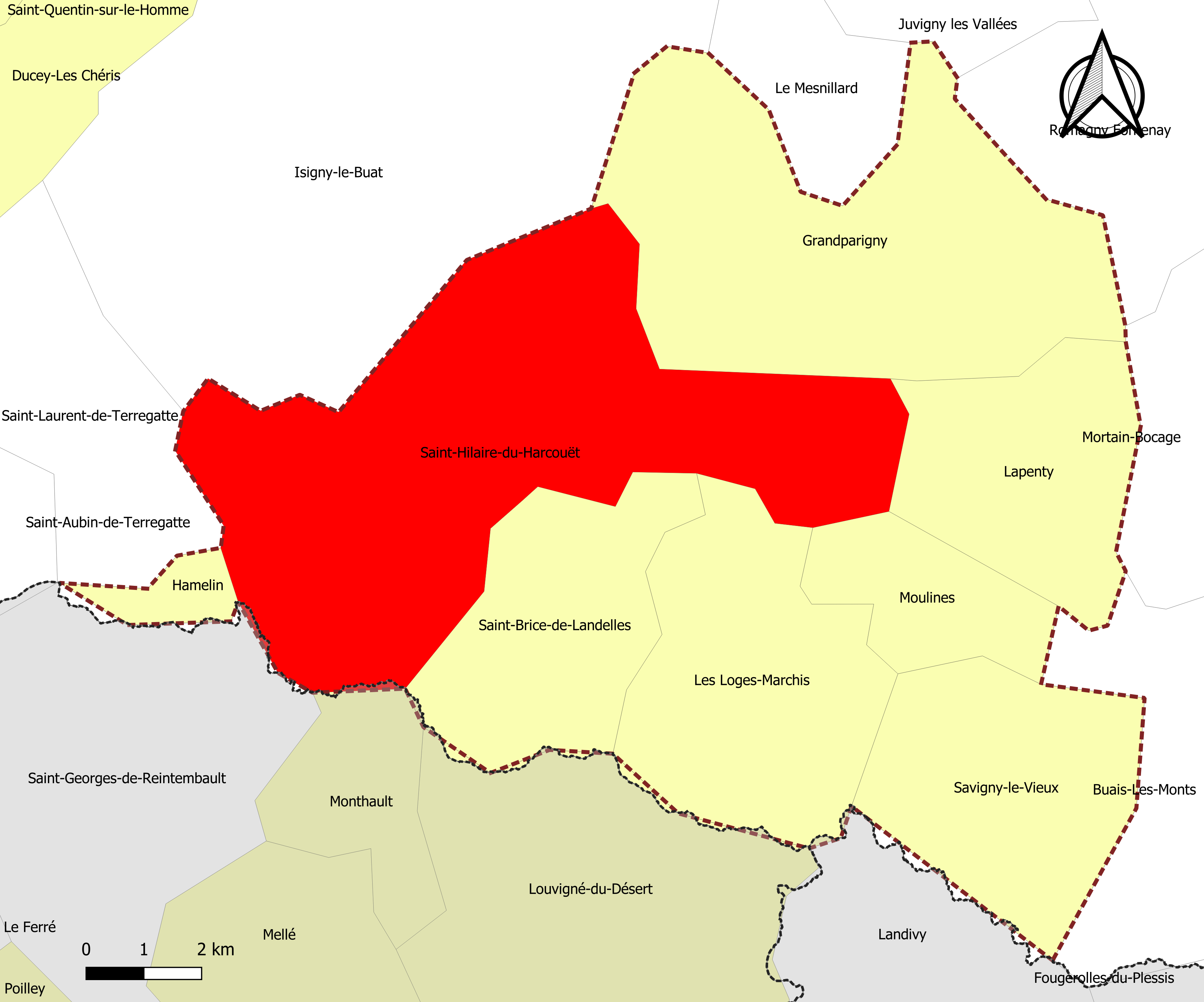
Carte de l'aire d'attraction de Saint-Hilaire-du-Harcouët.
Commune-centre
Commune de la couronne

### Composition communale
| Nom                                        | Code Insee | Département | Statut                 | Superficie (km2) | Population (dernière pop. légale) | Densité (hab./km2) | Modifier                                    |
| ------------------------------------------ | ---------- | ----------- | ---------------------- | ---------------- | --------------------------------- | ------------------ | ------------------------------------------- |
| Saint-Hilaire-du-Harcouët (commune-centre) | 50484      | Manche      | commune-centre         | 46,97            | 5 735 (2022)                      | 122                | modifier les données · modifier les données |
| Hamelin                                    | 50229      | Manche      | commune de la couronne | 2,46             | 109 (2022)                        | 44                 | modifier les données · modifier les données |
| Lapenty                                    | 50263      | Manche      | commune de la couronne | 14,89            | 382 (2022)                        | 26                 | modifier les données · modifier les données |
| Les Loges-Marchis                          | 50274      | Manche      | commune de la couronne | 19,78            | 1 028 (2022)                      | 52                 | modifier les données · modifier les données |
| Moulines                                   | 50362      | Manche      | commune de la couronne | 7,41             | 281 (2022)                        | 38                 | modifier les données · modifier les données |
| Grandparigny                               | 50391      | Manche      | commune de la couronne | 34,61            | 2 623 (2022)                      | 76                 | modifier les données · modifier les données |
| Saint-Brice-de-Landelles                   | 50452      | Manche      | commune de la couronne | 14,77            | 651 (2022)                        | 44                 | modifier les données · modifier les données |
| Savigny-le-Vieux                           | 50570      | Manche      | commune de la couronne | 17,16            | 402 (2022)                        | 23                 | modifier les données · modifier les données |